# Altes Amtshaus Langerfeld

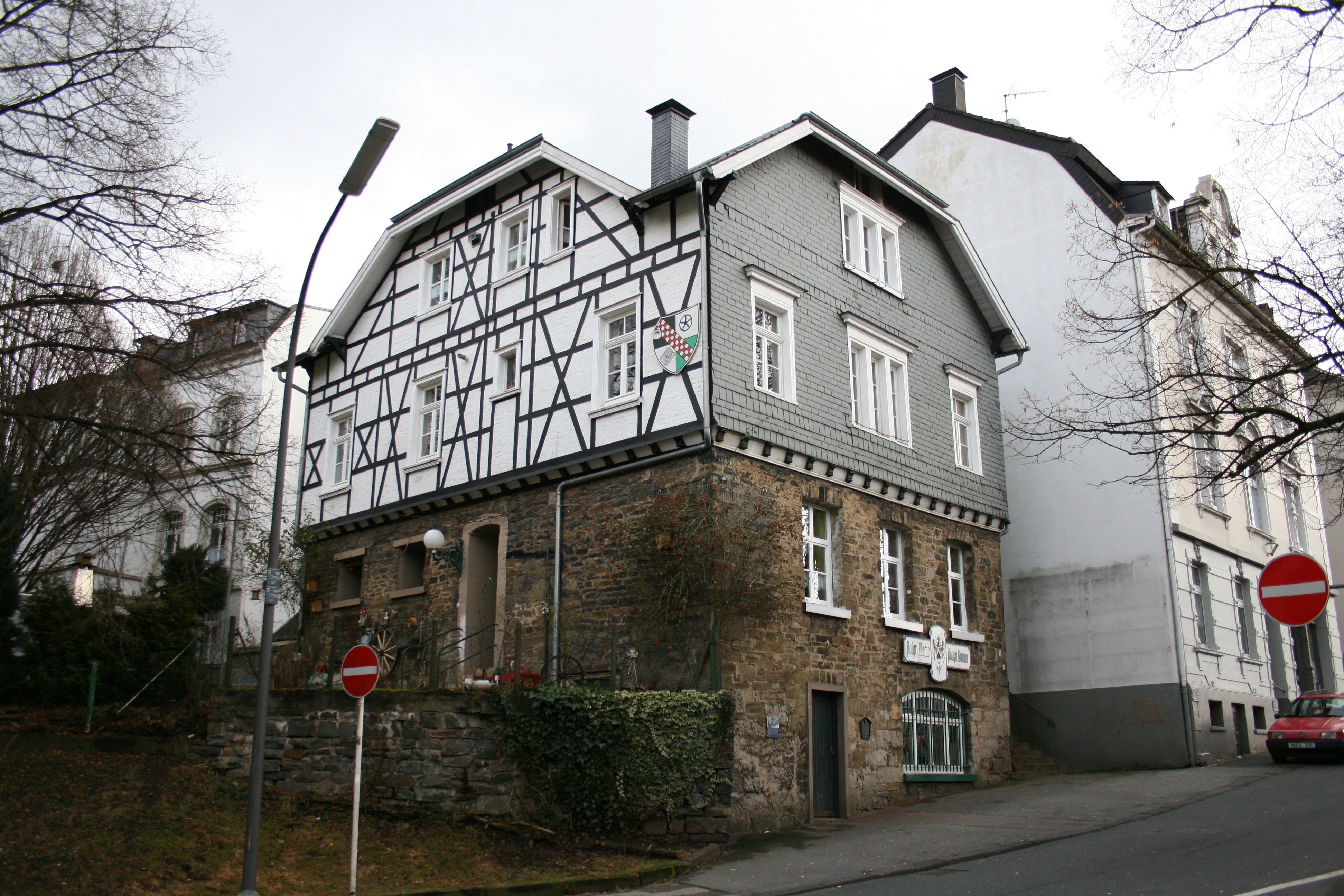
Das Alte Amtshaus.

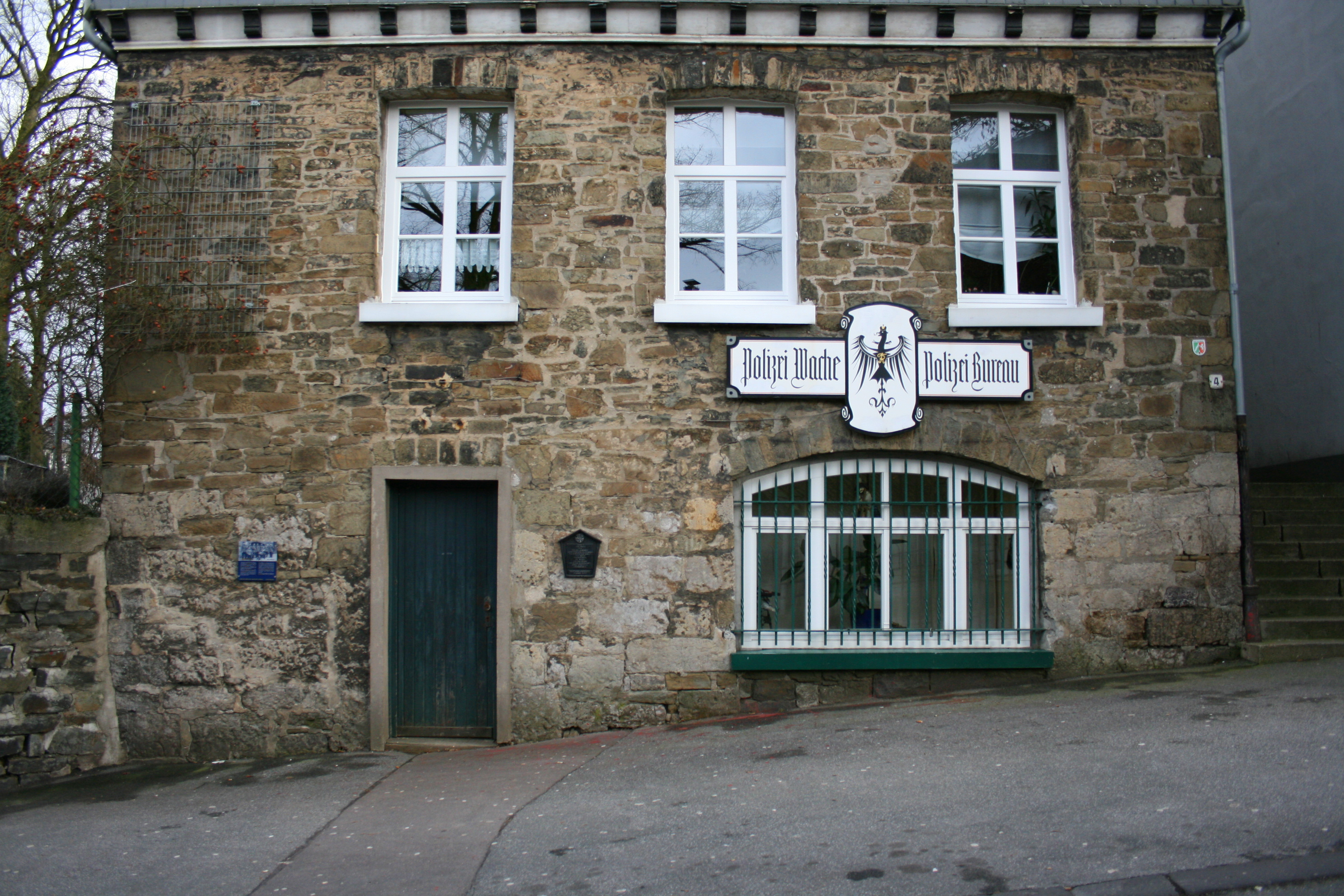
Das Natursteinmauerwerk der unteren Etagen.

Das alte Amtshaus, auch bekannt als die alte Wache, ist ein historisches Amtsgebäude im bis 1922 selbstständigen Wuppertaler Stadtteil Langerfeld. Seit der Eingemeindung Langerfelds wird das Gebäude als Wohnhaus genutzt.

## Baubeschreibung
Das giebelständige Gebäude mit der Anschrift Kohlenstraße 4 ist zweigeschossig ausgeführt. Das Sockel- und Erdgeschoss ist in Natursteinmauerwerk ausgeführt. Das darüber liegende herausragende Obergeschoss in Fachwerkkonstruktion mit sichtbarem Fachwerk an der Traufseite ist mit einem breit angelegten Zwerchgiebel mit Schopfwalmdach versehen. Die Giebelseite ist verschiefert mit Schopfwalmdach ausgeführt.

## Geschichte
Das Gebäude wurde 1838 als Bürgermeisterei von den Gemeinden Langerfeld und Nächstebreck, damals noch der preußischen Provinz Westfalen angehörig, erbaut. Darin waren die Amtsräume des Bürgermeisters sowie ein Arrest-, Wach- und Sprützenlokal untergebracht. Die Arrestzelle befand sich aus Sicherheitsgründen hinter den dicken Mauern des Sockelgeschosses. 1841 wurde die Bürgermeisterei Langerfeld in ein Amt umbenannt und der Bürgermeister erhielt den Titel Amtmann. Erster Amtmann von Langerfeld war Wilhelm Dieckerhoff.
Bis 1922 wurde das Gebäude noch als Polizeibüro mit Arrestzellen genutzt. Nach der Eingemeindung Langerfelds nach Barmen wurde das Gebäude in ein Wohngebäude umgebaut.
Das Bauwerk wurde am 18. Februar 1988 als Baudenkmal in die Denkmalliste der Stadt Wuppertal eingetragen.